# Sprinteuropamästerskapen i kanotsport 2008
Sprinteuropamästerskapen i kanotsport 2008 anordnades i Milano, Italien. 

## Medaljsummering

### Medaljtabell

#### Kanot och kajak
| Pl. | Nation         | Guld | Silver | Brons | Totalt |
| --- | -------------- | ---- | ------ | ----- | ------ |
| 1   | Ungern         | 6    | 7      | 5     | 18     |
| 2   | Ryssland       | 4    | 3      | 2     | 9      |
| 3   | Belarus        | 4    | 1      | 2     | 7      |
| 4   | Slovakien      | 3    | 0      | 0     | 3      |
| 5   | Tyskland       | 2    | 3      | 4     | 9      |
| 6   | Litauen        | 2    | 1      | 1     | 4      |
| 7   | Danmark        | 2    | 0      | 0     | 2      |
| 7   | Storbritannien | 2    | 0      | 0     | 2      |
| 9   | Rumänien       | 1    | 1      | 2     | 4      |
| 10  | Frankrike      | 1    | 0      | 1     | 2      |
| 11  | Polen          | 0    | 3      | 3     | 6      |
| 12  | Spanien        | 0    | 2      | 1     | 3      |
| 12  | Serbien        | 0    | 2      | 1     | 3      |
| 12  | Ukraina        | 0    | 2      | 1     | 3      |
| 15  | Italien        | 0    | 1      | 2     | 3      |
| 16  | Finland        | 0    | 1      | 0     | 1      |
| 17  | Bulgarien      | 0    | 0      | 1     | 1      |
| 17  | Lettland       | 0    | 0      | 1     | 1      |

### Herrar
| Gren      | Guld                                                                                        | Tid      | Silver                                                                  | Tid      | Brons                                                                                      | Tid      |
| C-1 200m  | Nikolaj Lipkin                                                                              | 40,204   | Dzmitryj Vajtsisjkin                                                    | 41,627   | László Foltán, Jr.                                                                         | 41,707   |
| C-1 500m  | Nikolaj Lipkin                                                                              | 1:56,156 | Sebastian Brendel                                                       | 1:56,435 | Jurij Tjeban                                                                               | 1:57,569 |
| C-1 1000m | Mathieu Goubel                                                                              | 3:58,869 | Konstantin Fomitjov                                                     | 3:59,723 | Sebastian Brendel                                                                          | 4:00,989 |
| C-2 200m  | Litauen Tomas Gadeikis Raimundas Labuckas                                                   | 37,167   | Ryssland Jevgenij Ignatov Ivan Sjtyl                                    | 37,177   | Ungern Attila Végh Gergely Kovács                                                          | 38,577   |
| C-2 500m  | Ryssland Sergej Ulegin Aleksander Kostoglod                                                 | 1:48,271 | Ungern György Kolonics György Kozmann                                   | 1:48,918 | Bulgarien Dejan Georgiev Adnan Aliev                                                       | 1:49,028 |
| C-2 1000m | Belarus Andrej Bahdanovitj Aljaksandr Bahdanovitj                                           | 3:40,655 | Ukraina Serhij Bezuhlyj Maksym Prokopenko                               | 3:41,192 | Polen Paweł Baraszkiewicz Wojciech Tyszynski                                               | 3:41,955 |
| C-4 200m  | Ryssland Ivan Sjtyl Jevgenij Ignatov Nikolaj Lipkin Viktor Melantiev                        | 34,613   | Ungern Péter Balázs Gábor Horváth Márton Joób Pál Sarudi                | 34,979   | Belarus Aljaksandr Bahdanovitj Dzmitryj Rabtjanka Andrej Bahdanovitj Aljaksandar Zjukoŭski | 35,096   |
| C-4 500m  | Rumänien Cătălin Costache Constantin Popa Silviu Simiocencu Nicolae Flocea                  | 1:39,237 | Ungern Gábor Horváth Péter Balázs Pál Sarudi Márton Joób                | 1:40,547 | Ryssland Michail Pavlov Roman Krugljakov Aleksandr Kovaljov Dmitrij Sergejev               | 1:40,857 |
| C-4 1000m | Belarus Dzmitryj Rabtjanka Dzmitryj Vajtsisjkin Kanstantsin Sjtjarbak Aljaksandr Valtjetski | 3:23,386 | Rumänien Cătălin Costache Florin Mironcic Andrei Cuculici Josif Chirlǎ  | 3:24,559 | Polen Arkadiusz Tonski Adam Ginter Łukasz Gros Łukasz Woszczyński                          | 3:25,116 |
| K-1 200m  | Vytautas Vaičikonis                                                                         | 36,333   | Péter Molnár                                                            | 36,506   | Aleksejs Rumjancevs                                                                        | 36,536   |
| K-1 500m  | Kasper Bleibach                                                                             | 1:44,598 | Michele Zerial                                                          | 1:44,638 | Anton Rjachov                                                                              | 1:45,275 |
| K-1 1000m | Tim Brabants                                                                                | 3:33,493 | Gábor Kucsera                                                           | 3:33,563 | Max Hoff                                                                                   | 3:34,960 |
| K-2 200m  | Belarus Vadzim Machneŭ Raman Petrusjenka                                                    | 32,920   | Litauen Egidijus Balčiūnas Alvydas Duonėla                              | 33,374   | Ungern Péter Molnár Viktor Kadler                                                          | 33,454   |
| K-2 500m  | Tyskland Tim Wieskötter Ronald Rauhe                                                        | 1:33,432 | Spanien Saúl Craviotto Rivero Carlos Pérez Rial                         | 1:33,925 | Litauen Egidijus Balčiūnas Alvydas Duonėla                                                 | 1:35,222 |
| K-2 1000m | Danmark René Holten Poulsen Kim Wraae Knudsen                                               | 3:16,003 | Spanien Javier Hernanz Agueria Diego Cosgaya Noriega                    | 3:16,336 | Frankrike Philippe Colin Cyrille Carre                                                     | 3:17,616 |
| K-4 200m  | Belarus Raman Petrusjenka Dziamjan Turtjyn Vadzim Machneŭ Ruslan Bitjan                     | 30,721   | Serbien Ognjen Filipović Bora Sibinkic Milan Djenadić Dragan Zorić      | 30,784   | Ungern Márton Sík Gergely Boros Attila Csamango Balázs Babella                             | 31,094   |
| K-4 500m  | Slovakien Erik Vlček Michal Riszdorfer Richard Riszdorfer Juraj Tarr                        | 1:20,655 | Ungern Zoltán Benkő Gábor Kucsera Viktor Kadler Zoltán Kammerer         | 1:21,822 | Belarus Vadzim Machneŭ Artur Litvintjuk Aljaksej Abalmasaŭ Raman Petrusjenka               | 1:21,822 |
| K-4 1000m | Slovakien Erik Vlček Juraj Tarr Michal Riszdorfer Richard Riszdorfer                        | 3:02,876 | Tyskland Torsten Eckbrett Lutz Altepost Norman Bröckl Björn Goldschmidt | 3:04,284 | Italien Antonio Rossi Franco Benedini Luca Piemonte Alberto Ricchetti                      | 3:04,532 |

### Damer
| Gren      | Guld                                                                             | Tid      | Silver                                                                                | Tid      | Brons                                                                           | Tid      |
| K-1 200m  | Lucy Wainwright                                                                  | 41,399   | Inna Osypenko-Radomska                                                                | 41,607   | Dorota Kuczkowska                                                               | 42,471   |
| K-1 500m  | Katalin Kovács                                                                   | 1:56,195 | Katrin Wagner-Augustin                                                                | 1:56,475 | Josefa Idem                                                                     | 1:57,035 |
| K-1 1000m | Dalma Benedek                                                                    | 3:59,304 | Antonija Nađ                                                                          | 4:03,961 | Marina Schuck                                                                   | 4:04,134 |
| K-2 200m  | Slovakien Martina Kohlová Ivana Kmetová                                          | 38,198   | Polen Sandra Pawelczak Marta Walczykiewicz                                            | 39,158   | Ungern Melinda Patyi Krisztina Fazekas                                          | 39,183   |
| K-2 500m  | Ungern Danuta Kozák Gabriella Szabó                                              | 1:48,459 | Finland Jenni Mikkonen Anne Rikala                                                    | 1:49,426 | Tyskland Fanny Fischer Nicole Reinhardt                                         | 1:49,502 |
| K-2 1000m | Ungern Erika Medveczky Berenike Faldum                                           | 3:44,105 | Polen Marta Walczykiewicz Sandra Pawelczak                                            | 3:47,095 | Rumänien Lidia Talpă Alina Chirila                                              | 3:49,932 |
| K-4 200m  | Ungern Melinda Patyi Krisztina Fazekas Danuta Kozák Tímea Paksy                  | 35,915   | Ryssland Nadezda Petrova Nadezda Pishulina Natalia Lobova Alexandra Tomnikova         | 36,559   | Serbien Miljana Knezevic Antonija Panda Marta Tibor Renata Kubik                | 36,592   |
| K-4 500m  | Tyskland Conny Waßmuth Carolin Leonhardt Katrin Wagner-Augustin Nicole Reinhardt | 1:32,953 | Ungern Danuta Kozák Tímea Paksy Krisztina Fazekas Dalma Benedek                       | 1:33,547 | Spanien Beatriz Manchón Jana Smidakova Teresa Portela Rivas Sonia Molanes Costa | 1:34,813 |
| K-4 1000m | Ungern Dalma Benedek Krisztina Fazekas Alexandra Keresztesi Tímea Paksy          | 3:28,303 | Polen Beata Mikołajczyk Edyta Dzieniszewska Małgorzata Chojnaczka Ewelina Wojnarowska | 3:30,613 | Rumänien Alina Chirila Lidia Talpă Florica Vulpeș Iulia Pascu                   | 3:36,400 |